# David Barrufet
David Barrufet, katalanisch: David Barrufet i Bofill, (* 4. Juni 1970 in Barcelona, Spanien) ist ein ehemaliger spanischer Handballtorwart, der für den FC Barcelona spielte und im Aufgebot der spanischen Nationalmannschaft stand. Von der IHF wurde er in den Jahren 2001 und 2002 zum Besten Torhüter der Welt gekürt. Bei der Wahl zum Welthandballer des Jahres 2001 wurde er Zweiter.

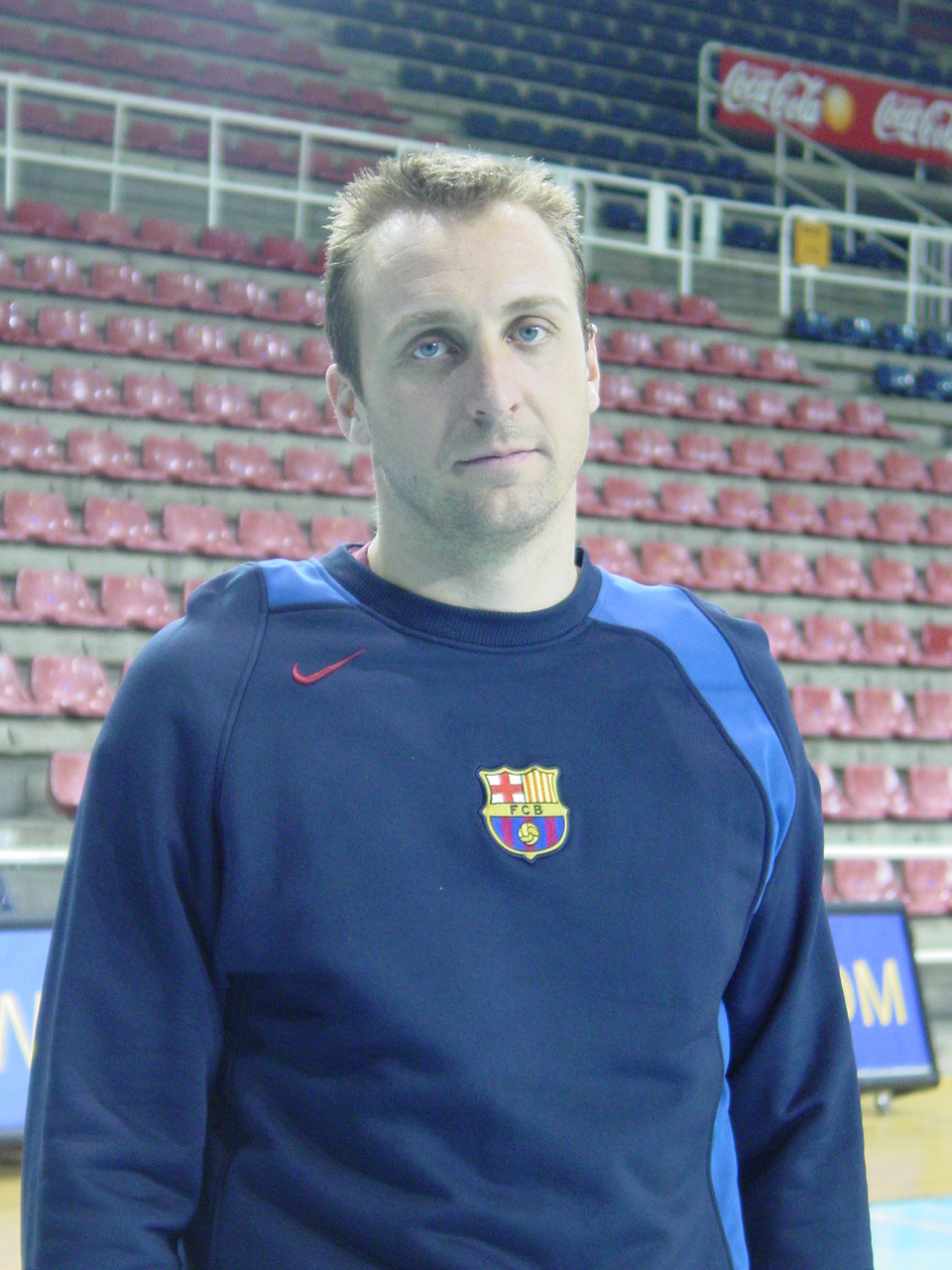
David Barrufet (2005)

## Vereinskarriere

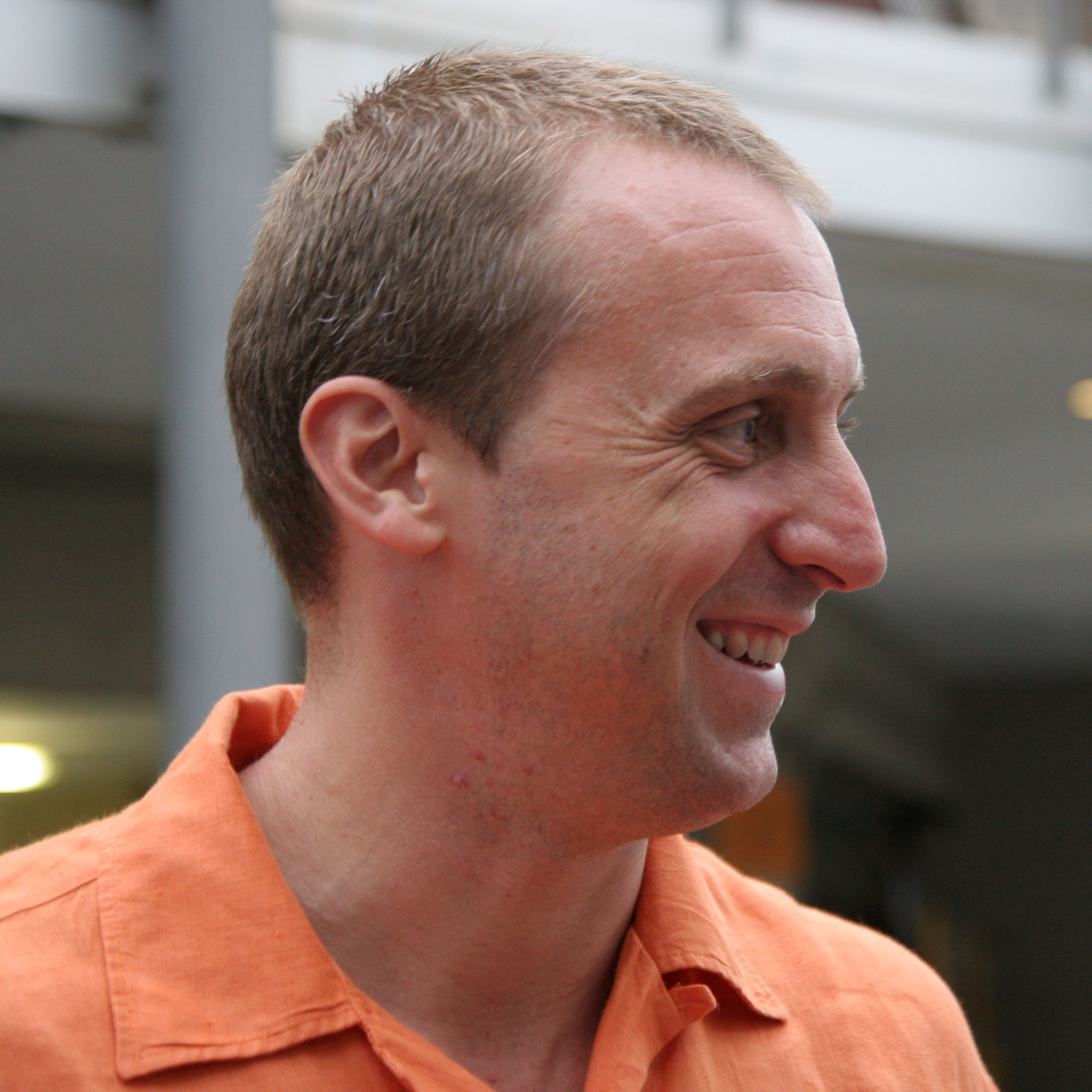
David Barrufet (2008)

Seit seinem achten Lebensjahr spielte Barrufet Handball. Nach sechs Jahren beim Colegio SAFA Horta wechselte er zum FC Barcelona, dem er bis zu seinem Karriereende treu blieb. Nachdem er vorerst im Jugendbereich gespielt hatte, gab er 1988 sein Debüt in der ersten Mannschaft. Mit Barça gewann er mehr als 70 Titel., darunter sieben Erfolge in der EHF Champions League. Im Sommer 2010 beendete er seine Karriere als Spieler.

## Auswahlmannschaften
Für die spanische Nationalmannschaft bestritt Barrufet 280 Länderspiele. Er war vom 1. Februar 2007 bis zum 13. März 2021 spanischer Rekordnationalspieler. Mit der Nationalmannschaft gewann er 2005 die Weltmeisterschaft in Tunesien. Zu seinen Erfolgen im spanischen Team zählen zwei Bronzemedaillen bei Olympischen Spielen (Sydney 2000 und Peking 2008), drei Silbermedaillen bei Europameisterschaften (in Spanien 1996, in Italien 1998 und in der Schweiz 2006) sowie eine Bronzemedaille bei der Weltmeisterschaft 2009 in Kroatien.

## Manager
Von Oktober 2015 bis zum Saisonende 2020/21 war Barrufet als Manager beim FC Barcelona tätig. Ab September 2021 ist er für die Königliche spanische Handballföderation (RFEBM) tätig. Im Februar 2022 übernahm er das Amt des Managers beim rumänischen Erstligisten CS Dinamo Bukarest.

## Erfolge
- Champions League: 1995/96, 1996/97, 1997/98, 1998/99, 1999/2000, 2004/05
- Europapokal der Landesmeister: 1990/91
- Europapokal der Pokalsieger: 1993/94, 1994/95
- EHF-Pokal: 2002/03
- Vereins-Europameister 1996/97, 1997/98, 1998/99, 1999/2000, 2003/04
- Spanischer Meister: 1988/89, 1989/90, 1990/91, 1991/92, 1995/96, 1996/97, 1997/98, 1998/99, 1999/2000, 2002/03, 2005/06
- Copa ASOBAL: 1994/95, 1995/96, 1999/2000, 2000/01, 2001/02, 2009/10
- Spanischer Pokalsieger: 1989/90, 1992/93, 1993/94, 1996/97, 1997/98, 1999/2000, 2003/04
- Spanischer Supercup: 1988/89, 1989/90, 1990/91, 1991/92, 1993/94, 1996/97, 1997/98, 1999/2000, 2000/01, 2003/04, 2006/07, 2009/10
- Katalanischen Liga: 1990/91, 1991/92, 1992/93, 1993/94, 1994/95, 1996/97
- Weltmeister 2005
- Vize-Europameister 1996, 1998, 2006
- Bronzemedaille bei der Europameisterschaft 2000
- Bronzemedaille bei den Olympischen Spielen 2000 und 2008

## Privates
Sein Sohn Ian Barrufet spielt ebenfalls Handball.